# Присканцы
Присканцы (укр. присканці, ед.ч. присканець) — традиционное блюдо украинской кухни в виде лепешек 5-6 мм толщиной, хорошо пропеченных, политых маслом, сметаной, медом, вареньем, посыпанных сахарной пудрой. Напоминают оладьи, но готовятся из дрожжевого теста.

## Происхождение названия
Получили название за то, что готовились в масле, и в процессе жарки они брызгались (прыскались) маслом во все стороны. Обычно готовились в день Святого архистратига Михаила 8 (по юлианскому) 21 ноября.

## Приготовление
В теплом молоке растворяют сахар, соль, дрожжи, добавляют муку, яйца и перемешивают до образования однородной массы, чтобы не было комочков. В тесто добавляют начинку (кусочки яблок, ягоды, шоколад и др.) или готовят без нее, перемешивают, дают тесту подойти, а затем жарят в кипящем масле. Подают присканцы со сметаной, ряженкой, гуслянкой, молоком, конфитюром, вареньем, медом. Перед подачей посыпают сахарной пудрой.

## Виды
- присканцы дрожжевые
- присканцы гречневые
- присканцы с яблоками
- присканцы ягодные
- присканцы творожные
- присканцы картофельные
- присканцы тыквенные